# Brigham City Airport
Brigham City Airport is een publiek vliegveld op 5 kilometer afstand ten noordwesten van Brigham City in Box Elder County, Utah, Verenigde Staten.

## Faciliteiten
Het vliegveld heeft 1 landingsbaan en bestrijkt 2286 x 30 meter.